# Kovács-Cohner Róbert
Kovács-Cohner Róbert (Budapest, 1986. március 16. –) magyar költő, drámaíró, műfordító, dramaturg, publicista.

## Élete
Budán, a XI. és a XII. kerületben nevelkedett, az Arany János Általános Iskolába járt. Az ELTE Radnóti Miklós Gyakorló Gimnáziumban (ELTE Radnóti Miklós Gyakorlóiskola) 2004-ben érettségizett. Az ELTE Bölcsészkarán filozófiát és esztétikát tanult, emellett újságíróként is végzett a MÚOSZ Bálint György Újságíró Iskolában. Gyakornokként a Népszabadság kultúra rovatánál kezdett 2008-ban.
Első versét 14 éves korában publikálták. 2005-ben mind versírás, mind műfordítás kategóriában első díjat nyert a Kaleidoszkóp Nemzetközi Versfesztiválon. Alig múlt húszéves, amikor első kötete, a Neon megjelent, a Glória Kiadó gondozásában. Az első kötetet 2007-ben követte az Ephata (Álom egy ablak üvegén) című kötet, Vedres Csaba zongoraművész, zeneszerző (ex-After Crying) cd-jével és Veszely István festőművész grafikáival, szintén a Glória Kiadó gondozásában. Drámákat is ír, szerzőként és társszerzőként jegyzett műveit vidéki és budapesti színházak játszották, játsszák. 2009 és 2011 között a Vörösmarty Színház fődramaturgja, a Rivalda magazin főszerkesztője.
A Nők Lapja és a Nők Lapja Évszakok újságírója, a Könyvjelző magazinnak is dolgozik. Film-, és tévésorozat-kritikái, riportjai az IGN Hungary oldalain olvashatók. Korábban újságíróként, tesztelőként dolgozott a GameStar magazinnál. Az elmúlt években dolgozott a Műcsarnoknak moderátorként és riporterként, interjúi, riportjai többek között a Librarius.hu-n jelentek meg. 2015 óta a Pécsi Országos Színházi Találkozó versenykoordinátora, PR- és kommunikációs vezetője. Az Eötvös10 Közösségi és Kulturális Szintér munkatársa.

## Munkássága

### Önálló kötetei
- Neon; Glória, Bp., 2006
- Ephata. Álom egy ablak üvegén; Gloria, Bp., 2007 + CD

### Műfordításai
- Agatha Christie: Feketekávé (misztériumjáték, bemutatta a Vörösmarty Színház 2011-ben)
- Schwartz-Tebelak: Godspell (musical, bemutatta a Vörösmarty Színház 2010-ben és a RaM Colosseum 2011-ben)
- William Shakespeare: Macbeth (2010)
- John Donne, T. S. Eliot és Jon Silkin válogatott versei
- Charles Bukowski: Versek (2012)

### Drámái
- Kovács-Cohner Róbert: Hó vagy hamu – Interaktív sci-fi, egyfelvonásos ifjúsági karanténdráma (előkészítés, 2021, az NKA támogatásával)
- Kovács-Cohner Róbert – Galambos Péter: Orfeusz, avagy Nárcisz Tükörországban (bemutatta a Kugler Art Szalon 2020. szeptember 17-én)
- Kovács-Cohner Róbert – Galambos Péter: Boldogságlabirintus (bemutatta a Nemzeti Színház 2014. március 22-én)
- Kovács-Cohner Róbert – Galambos Péter: Na'Conxypanban hull a hó – egy magyar festő életéből, in memoriam Bertók Lajos (bemutatta a Csokonai Színház 2012. november 30-án)
- Kovács-Cohner Róbert – Galambos Péter: Orfeusz és Etília, avagy Nárcisz Tükörországban (bemutatta a Megálló Csoport színháza 2012. július 5-én, valamint a Pesti Magyar Színház 2013-ban)
- Kovács-Cohner Róbert: Elektra (zenés játék Szophoklész szövegrészeinek felhasználásával, bemutatta a Vörösmarty Színház 2010-ben)
- Borbély Szilárd – Galambos Péter – Kovács-Cohner Róbert: Jászai (bemutatta a Csokonai Színház 2012. május 4-én)
- Kovács-Cohner Róbert: Miért hallgatsz, anyám? (mítoszkísérlet, bemutatta a Merlin Színház 2008-ban)
- Kovács-Cohner Róbert – Rátky László: Víg Gazságok (pajzán tragikomédia John Ford: Kár, hogy k. című drámája alapján, bemutatta a Merlin Színház 2007-ben)

### Egyéb színházi munkái
- Liliomfi (színpadi adaptáció, dramaturg, bemutatja a Győri Nemzeti Színház 2020. december 19-én)
- Na’Conxypanban hull a hó (szerző, az Ódry Színpad Novák Eszter osztályának vizsgaelőadása, bemutatta az Ódry Színpad 2018. december 15-én)
- Tanár úr kérem, minden másképpen van? (színpadi adaptáció, dramaturg, bemutatta a Vörösmarty Színház 2013 februárjában)
- Na'Conxypanban hull a hó (szerző, dramaturg, bemutatta a Csokonai Színház 2012-ben)
- Machiavelli: Mandragóra – Dalszövegek (bemutatta a Soltis Lajos Színház 2008-ban)
- Arthur Miller: Az ügynök halála (dramaturg, bemutatta a Vörösmarty Színház 2010-ben)
- Szirmai-Bakonyi: Mágnás Miska – Színpadi adaptáció, dramaturgia (bemutatta a Vörösmarty Színház 2010-ben)
- Schwarz-Tebelak: Godspell (műfordító, dalszövegíró, dramaturg, bemutatta a Vörösmarty Színház 2010-ben)
- Silex: Kedvenc altatódalaim (dalszövegek)
- 2009 és 2011 között az NKA támogatását elnyerő Rivalda magazin főszerkesztője
- A 2010/2011-es évadban a Vörösmarty Színház fődramaturgja

### Műveiből született előadások
A Neon verseiből három előadás is született: A Spinoza Házban Gesztesi Károly színművész, a Rátkay Művészklubban Lutter Imre előadóművész és Kárász Eszter színész adott elő a kötet verseiből, Huzella Péter (ex-Kaláka) zenéjével. A Komédiumban pedig évekig volt műsoron az az önálló est, amelyet „Én is csak EGY vagyok” címmel Czeizel Gábor rendezett: itt a versek részint prózában, részint megzenésítve hangzanak el Kádek Heny előadásában, Presser Gábor és Dés László dalaival.
A Symbol Budapest adott otthon a "Nyílj meg" című zenés irodalmi estnek – Vedres Csaba és a Kairosz kvartett koncertje mellett a Neon és az Ephata kötetek versei hangzottak el.
A Hajnal, három együttes verseit zenésíti meg, illetve ő a zenekar dalszövegírója is.

### Antológiák, folyóiratok
- Retúr – verseskötet, Kaleidoszkóp Könyvek, 2007
- Héttorony Antológia – verseskötet, Héttorony kiadó, 2007
- Jelen, lét – verseskötet, Kaleidoszkóp Könyvek, 2006
- Napsziget, 2006
- Firka a falra – verseskötet, Kaleidoszkóp Könyvek, 2005
- Irodalom visszavág, 2004
- Kláris Irodalmi Antológia – verseskötet, Uránusz Kiadó, 2004[2]
- Dunap-art, 2004

### Díjai
- Kaleidoszkóp Nemzetközi Versfesztivál – A legjobb vers (2005.)
- Kaliedoszkóp Nemzetközi Versfesztivál – A legjobb műfordítás (2005.)
- FREYVILLE: A legjobb vers (2016.)
- Trafó pályázat: Gondolatgenerátor, Nonszensz – díjazott próza (2019.)